# Refresh the Demon
Albums de Annihilator
King of the Kill
(1994) Remains
(1997)
Refresh The Demon est le cinquième album studio du groupe de Thrash Metal Canadien Annihilator.
L'album, qui est sorti en mars 1996 sur le label Music for Nations, est dans la lignée de l'album King Of The Kill. Certains titres sont assez atypiques, comme A Man Called Nothing où l'on peut entendre un solo "jazzy" ou encore City of Ice influencé par la musique punk, selon les critiques de l'époque. À noter que le dernier titre Innocent Eyes est une ballade composée et interprétée par Jeff Waters pour son fils.

## Liste des titres
Album original
| No  | Titre                  | Musique                  | Auteur             | Durée |
| --- | ---------------------- | ------------------------ | ------------------ | ----- |
| 1.  | Refresh the Demon      | Jeff Waters, Randy Black | Waters             | 5:26  |
| 2.  | Syn. Kill 1            | Waters                   | Waters             | 4:26  |
| 3.  | Awaken                 | Waters                   | Instrumental       | 0:53  |
| 4.  | The Pastor of Disaster | Waters, Black            | Waters             | 5:00  |
| 5.  | A Man Called Nothing   | Waters, Black            | Waters, John Bates | 5:52  |
| 6.  | Ultraparanoia          | Waters, Black            | Waters             | 4:29  |
| 7.  | City of Ice            | Waters, Black            | Waters, Bates      | 4:18  |
| 8.  | Anything for Money     | Waters, Black            | Waters             | 3:35  |
| 9.  | Hunger                 | Waters                   | Waters, Bates      | 4:53  |
| 10. | Voices and Victims     | Waters, Black            | Waters, Bates      | 4:18  |
| 11. | Innocent Eyes          | Waters                   | Waters             | 5:03  |

Titres bonus réedition 2000
| No  | Titre     | Musique                    | Auteur    | Durée |
| --- | --------- | -------------------------- | --------- | ----- |
| 12. | The Box   | Waters                     | Waters    | 4:33  |
| 13. | Riff Raff | Angus Young, Malcolm Young | Bon Scott | 9:44  |

## Musiciens
- Jeff Waters - Chant, guitares, basse
- Randy Black - Batterie, percussions
- Dave Davis - solo de guitare (titres 4, 6, 7, 8)
- Lou Bujdoso - Basse